# Ã
Ã, ãは、Aにチルダを付した文字。ポルトガル語の表記に用いられるほか、アルーマニア語・グアラニー語・カシューブ語・ベトナム語・コン語などでも使われており，かつてはグリーンランド語でも用いられていた。
国際音声記号（IPA）では、鼻音化した非円唇前舌広母音を表す。

## 各言語における用法

### ポルトガル語
鼻音化した中舌狭めの広母音[ɐ̃] を表す。

### アルーマニア語
中舌中央母音[ə]または非円唇中舌狭母音[ɨ]を表す。

### グアラニー語
鼻音化した非円唇前舌広母音[ã]を表す。

### カシューブ語
鼻音化した非円唇前舌広母音[ã]を表す。

### ベトナム語
ガーという声調の長母音の非円唇前舌広母音[aː]を表す。

### コン語
鼻音化した非円唇前舌広母音[ã] を表す。

### グリーンランド語
1851年から1973年までのあいだ、長母音の非円唇前舌広母音[aː]とその後続子音の二重化を同時に表していた。

## アルファベット上の位置
- カシューブ語の第3字母

## 文字コード
| 大文字 | Unicode | JIS X 0213 | 文字参照               | 小文字 | Unicode | JIS X 0213 | 文字参照               | 備考 |
| ------ | ------- | ---------- | ---------------------- | ------ | ------- | ---------- | ---------------------- | ---- |
| Ã      | U+00C3  | 1-9-26     | &Atilde; &#xC3; &#195; | ã      | U+00E3  | 1-9-57     | &atilde; &#xE3; &#227; |      |